# 이번 (1463년)
이번(李蕃, 1463년 ~ 1500년)은 조선 전기의 문신, 정치인이다. 자는 숙한(叔翰)이며 본관은 여주(驪州)이다.

## 생애
세조 8년(1463년) 경주 안강의 양좌동에서 출생하였다. 약관의 나이에 향교에 나아가 스승으로부터 배우며 벗을 가려 사귀었다. 경학에 통달하고 문장을 잘 지었으며, 필법 또한 뛰어났다. 성종 24년(1493년) 경상도에 도회 할 때 여러 유생들이 지은 제술 가운데 장원을 하였으며, 시(詩)와 부(賦)에서도 차석을 차지했다. 이에 성종이 궁으로 불러들여 종이와 붓을 내리고 재차 시험을 보게 하였다. 그리고 의복과 음식을 내리면서 성균관에서 학업을 하도록 윤허했다. 연산군 원년(1495년) 사마시에 급제하였으나 연산군 6년(1500년) 요절하였다. 아들 이언적이 현달하여 좌찬성에 추증되었다.

## 가족 관계
- 고조(高祖)
  - 이춘언(李春彦)
- 증조(曾祖)
  - 용양위부사직(龍驤尉副司直) 이권(李權)
- 조부(祖父)
  - 진의부위 증병조참판(振義副尉 贈兵曹參判) 이숭례(李崇禮)
- 선고(先考)
  - 훈련원참군 증이조판서(訓鍊院參軍 贈吏曹判書) 이수회(李壽會)
- 장자(長子)
  - 좌찬성 여성군 증영의정(左贊成 驪城君 贈領議政) 이언적(李彦迪)
    - 적손(嫡孫)
      - 사옹원판관(司饔院判官) 증좌승지(贈左承旨) 이응인(李應仁)

    - 서손(庶孫)
      - 증예빈시정(贈禮賓寺正) 이전인(李全仁)
- 차자(次子)
  - 송라도찰방 증사헌부지평(松蘿道察訪 贈司憲府持平) 이언괄(李彦适)
    - 적손(嫡孫)
      - 영해교수(寧海敎授) 이응기(李應期)

## 참고 문헌
- 조선왕조실록(朝鮮王朝實錄), 영남인물고(嶺南人物考), 동경잡기(東京雜記), 여주이씨세보(驪州李氏世譜), 회재집령(晦齋集嶺).